# Kvarteret Rosendal, Stockholm

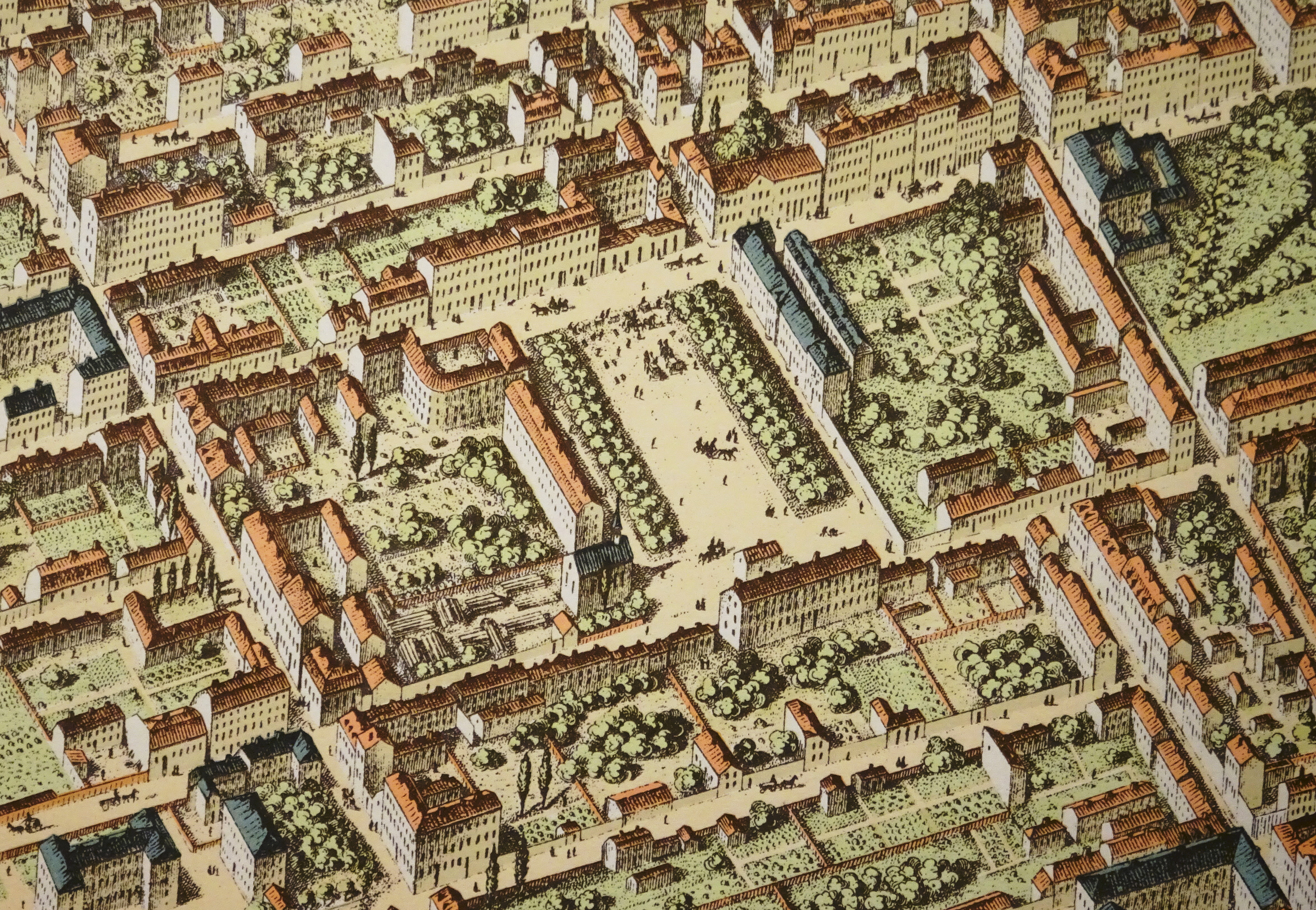
Kvarteret Rosendal på Neuhaus panorama 1870-tal.

Kvarteret Rosendal är ett kvarter i stadsdelen Södermalm i Stockholm. Kvarteret Rosendal begränsas av Hornsgatan i norr, av Bellmansgatan i öster, av Sankt Paulsgatan i söder och Timmermansgatan i väster. Kvarteret är uppdelat i Rosendal större med läge öster om Mariatorget och Rosendal mindre med läge väster om Mariatorget. I kvarteret Rosendal större fanns på 1700-talet den Daurerska malmgården, Carl Michael Bellmans födelsehus samt Sutherska huset som uppfördes för hovgravören Per Suther och inhyste efter 1811 Philipsenska skolinrättningen.

## Historik

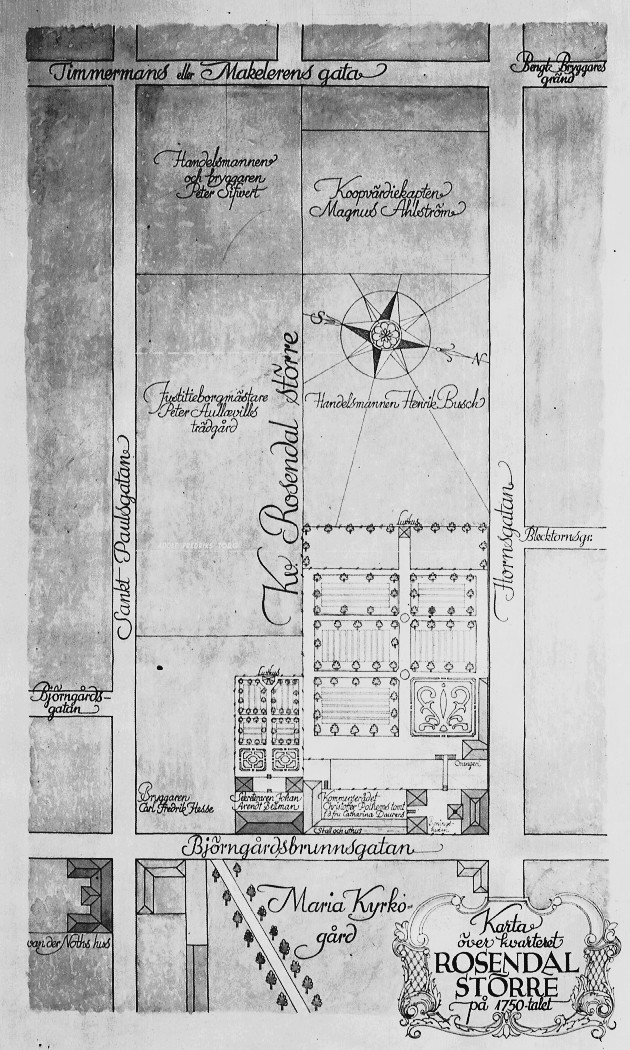
"Kvarteret Rosendal Större" 1750-tal. Kartan är västorienterad.

Kvartersnamnet Rosendal finns redan belagd år 1652 och syftade troligen på en här belägen egendom, möjligtvis med en vacker trädgård. Rosendahl kallas kvarteret i Holms tomtbok från 1679. Någon barockträdgård framgår där inte. 
På Södermalms äldsta regleringskarta från 1641 framgår redan kvarterets form och dimensioner, dock hade stadsplanerarna tänkt sig en gata mitt i kvarteret längsriktning, motsvarande en förlängning av dagens Krukmakargatan österutfram till Maria Magdalens kyrkas tomt. På Petrus Tillaeus karta från 1733 återfinns namnet Rosendahl med löpnummer 56. Jacob Daurer (1649-1713) byggde i slutet av 1600-talet sin malmgård här “för det goda klimatets skull“.
I Daurerska malmgården (Rosendal större) föddes 1740 Carl Mikael Bellman, hans farmors mor var Catarina Daurer, hade ärvt egendomen efter sin far Jakob Daurer. Efter 1744 bodde Christopher Polhem i malmgårdens huvudbyggnad och därifrån ledde han det stora bygget för Christopher Polhems sluss fram till sin död 1751. Under 1760-talet anlades Adolf Fredriks torg mitt i kvarteret som delade det i Rosendal mindre och Rosendal större.
Efter år 1901 förlorade kvarteret Rosendal en del av sin ursprungliga areal när Hornsgatan breddades längs sin södra sida och schaktades ner till dagens nivå, förutom Hornsgatspuckeln. De sista resterna av Daurerska malmgården revs och gjorde plats för nya hyreshus som arkitektfirman Hagström & Ekman hade ritat och färdigställdes 1906. I bottenvåningens hörnlokal låg under 70 år Apoteket Enhörningen. I oktober 1909 började även rivningen av Sutherska huset.

### Ägare på 1750-talet
På en karta över kvarteret från 1750-talet framgår tomtägarna enligt följande (från öster till väster):
- Kommerserådet Christoffer Polhem
- Sekreteraren Johan Arent Bellman
- Bryggaren Carl Fredrik Hesse
- Handelsmannen Henrik Busch
- Justitieborgmästare Peter Aulævill
- Koopvärdiekapten Magnus Ahlström
- Handelsmannen och bryggaren Peter Sifwert

### Kvarteret genom tiden

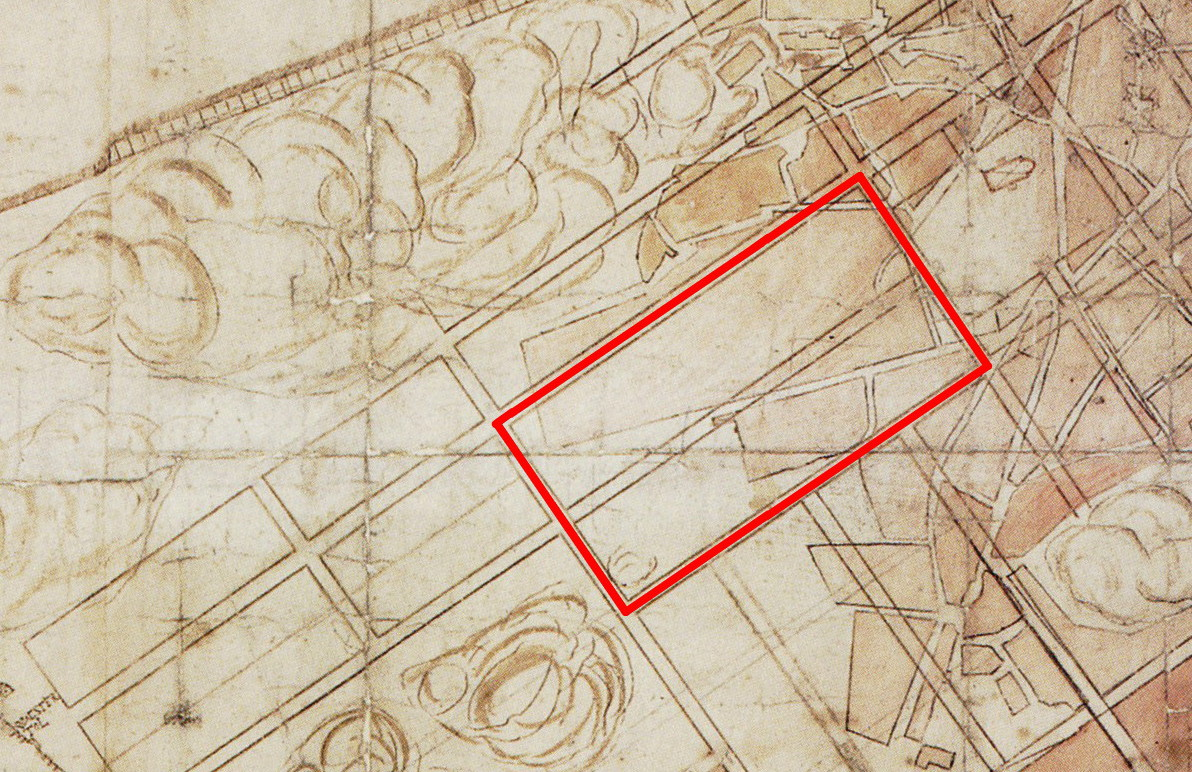
Kvarterets läge på Södermalms regleringsplan från 1641.
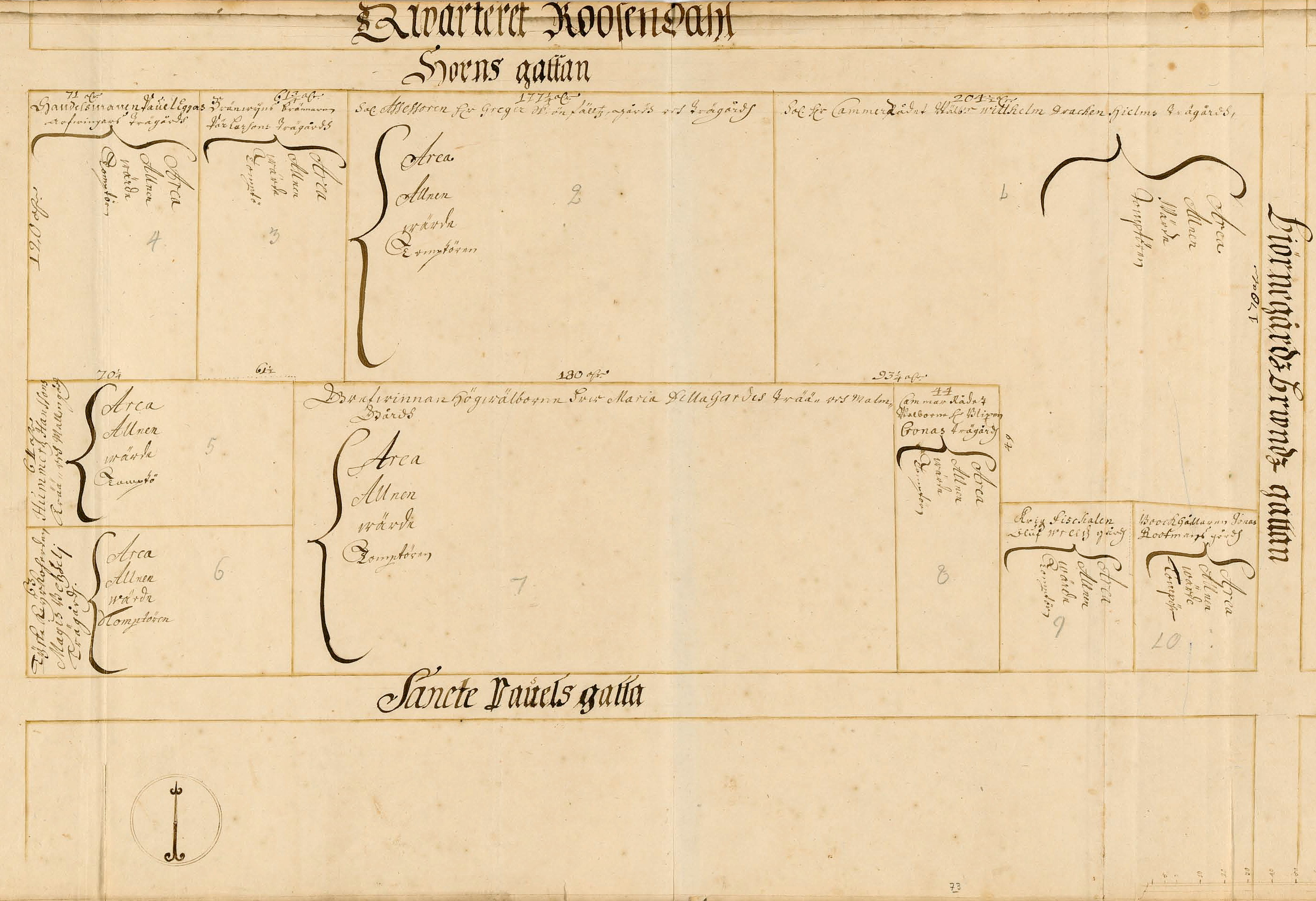
"Qwarteret Roosendahl" i Holms tomtbok 1679.
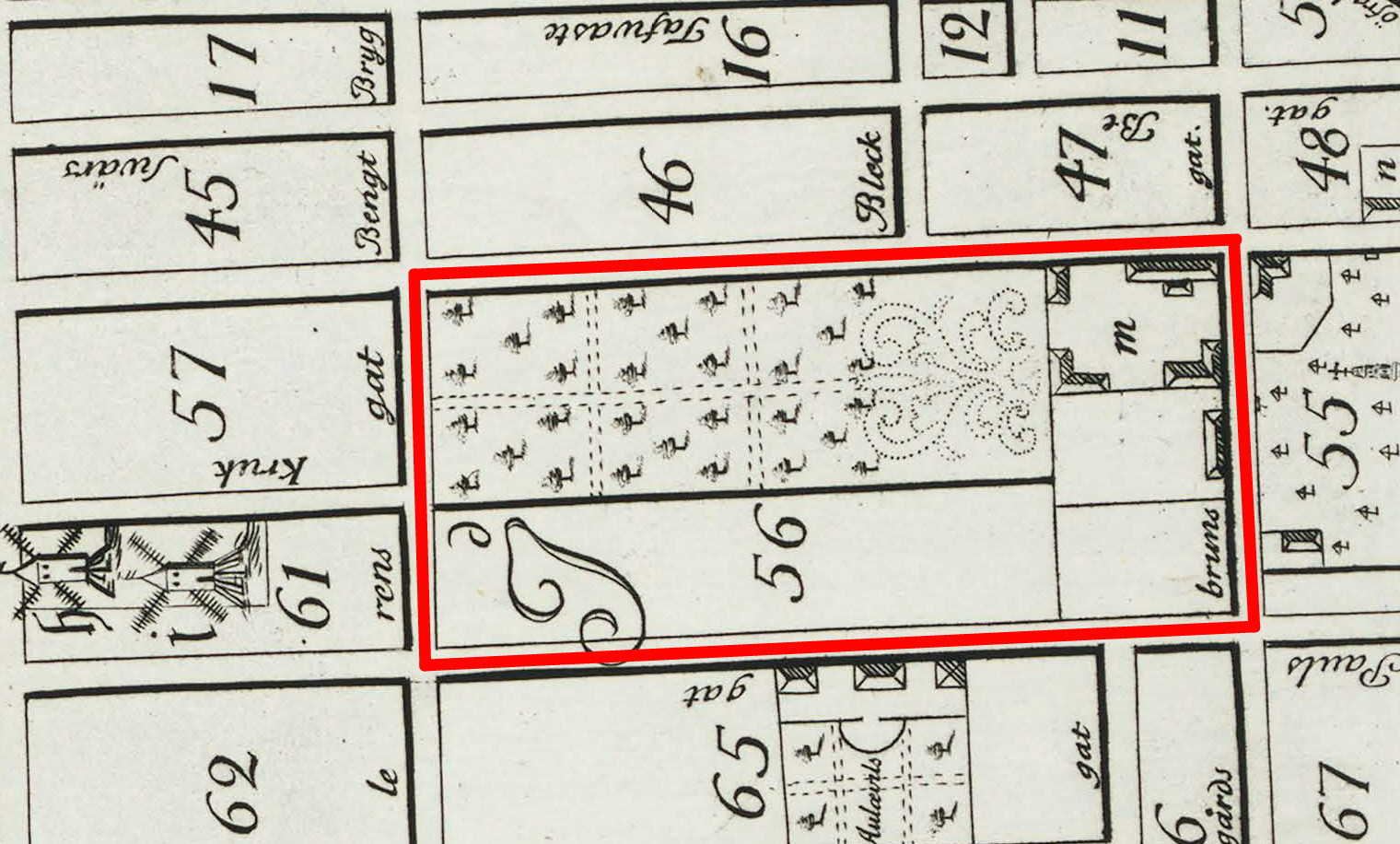
Del av Petrus Tillaeus karta från 1733, nr 56 är "Rosendahl".
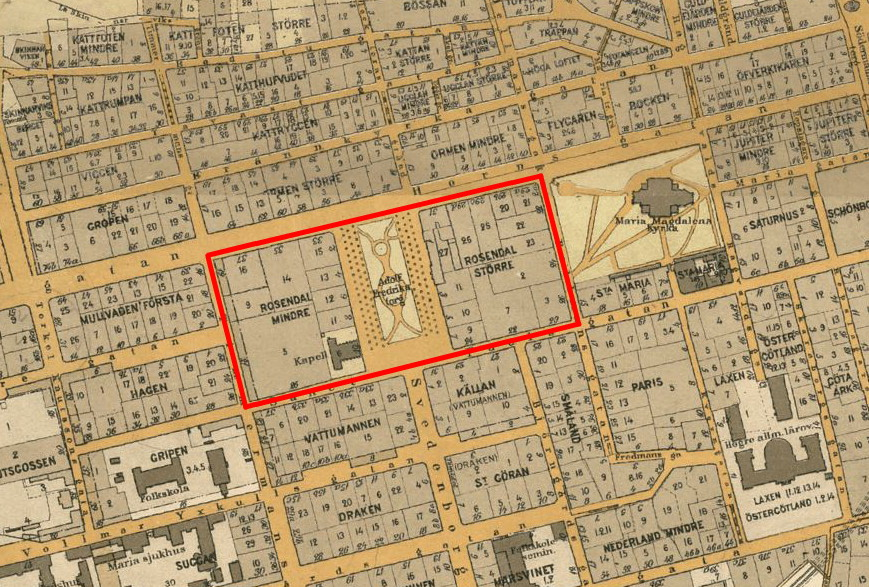
Kvarteret Rosendal med Adolf Fredriks torg, 1909.
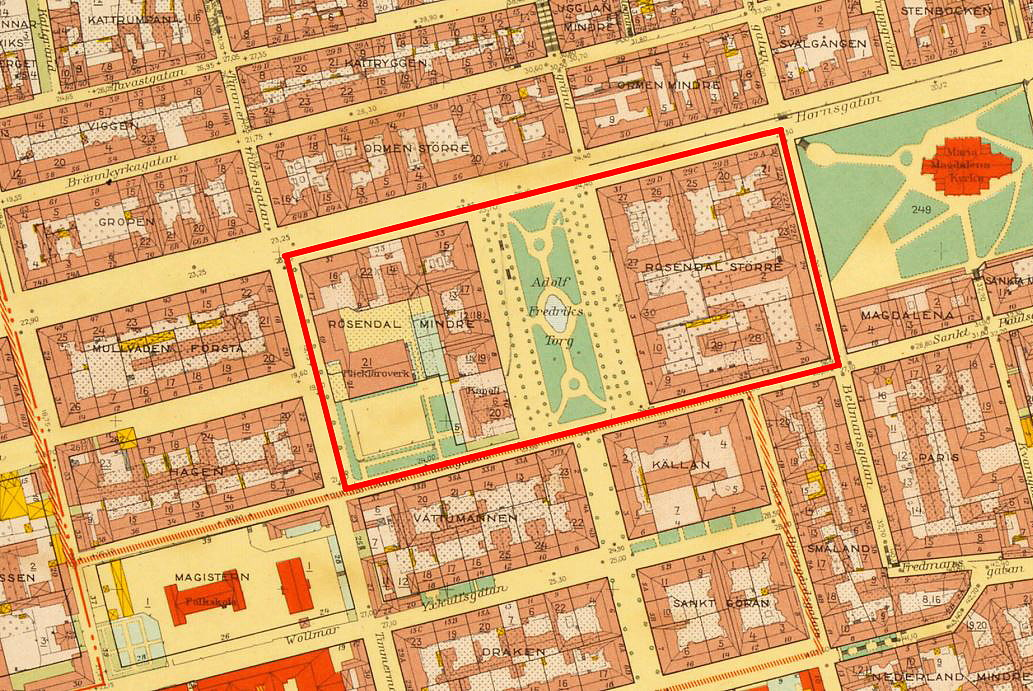
Kvarteret Rosendal större och mindre 1938.

## Kvarteret idag
Idag domineras kvarteret Rosendal av bostadsfastigheter från sekelskiftet 1900, kompletterade med några funkisbyggnader från 1930-talet och några nybyggen från 1970-talet. Speciellt bebyggelsen kring Mariatorget är påkostad och storslagen, bland annat den stora byggnaden i korsningen Hornsgatan/Mariatorget (Rosendal större 27) som uppfördes i två etapper (1900-1902 och 1910-1911) efter ritningar av arkitekt Sam Kjellberg för den Philipsenska Skolinrättningen. Bebyggelsen är numera grönmärkt av Stadsmuseet i Stockholm som anser ”att den representerar ett högt kulturhistoriskt värde och är särskilt värdefull från historisk, kulturhistorisk, miljömässig eller konstnärlig synpunkt”.
Grannhuset (Rosendal större 30) är Hotell Rival, en kulturhistoriskt värdefull funkisbyggnad med hotell och biograf från 1938 ritad av arkitektkontoret Hagstrand & Lindberg. Hotell Rival har sitt namn efter biografen "Rival". Rival-biografen invigdes 1937 som Ri-Teatrarnas elfte biograf. Vid invigningen var det deras största filmpalats med 1 218 sittplatser. 
Bland bebyggelsen väster om Mariatorget märks Sankt Paulskyrkan (Rosendal mindre 6) uppförd 1876 efter ritningar av arkitektkontoret Axel Kumlien & Hjalmar Kumlien. Fastigheten Rosendal mindre 31 innehas av Södermalmsskolan som byggdes 1935-1936 med David Dahl som arkitekt och hette då Högre läroanstalt för flickor på Södermalm.
Sankt Paulsparken anlades under 2020-talet.

## Nutida bilder

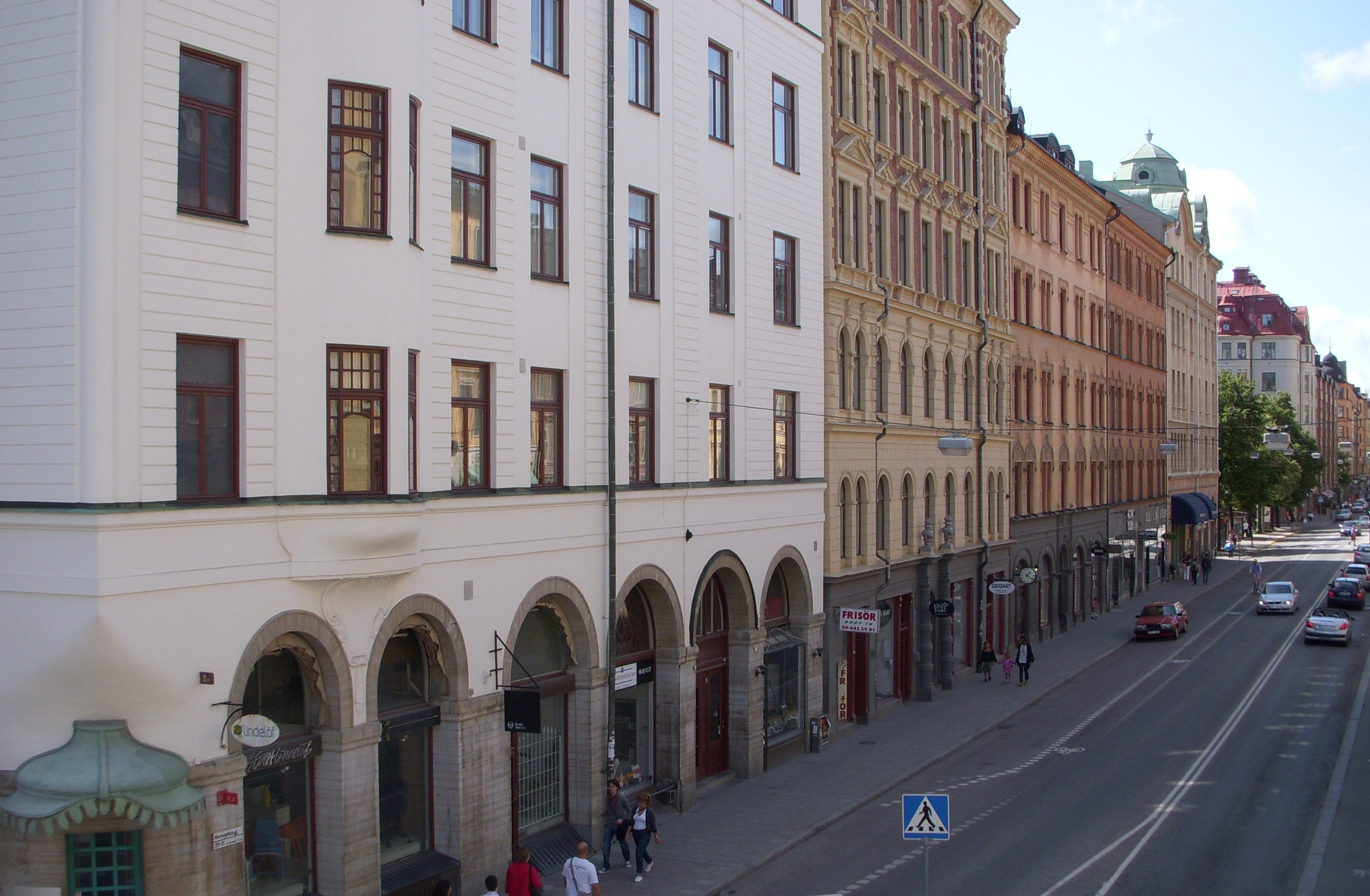
Rosendal större till vänster med vy från Hornsgatan västerut.
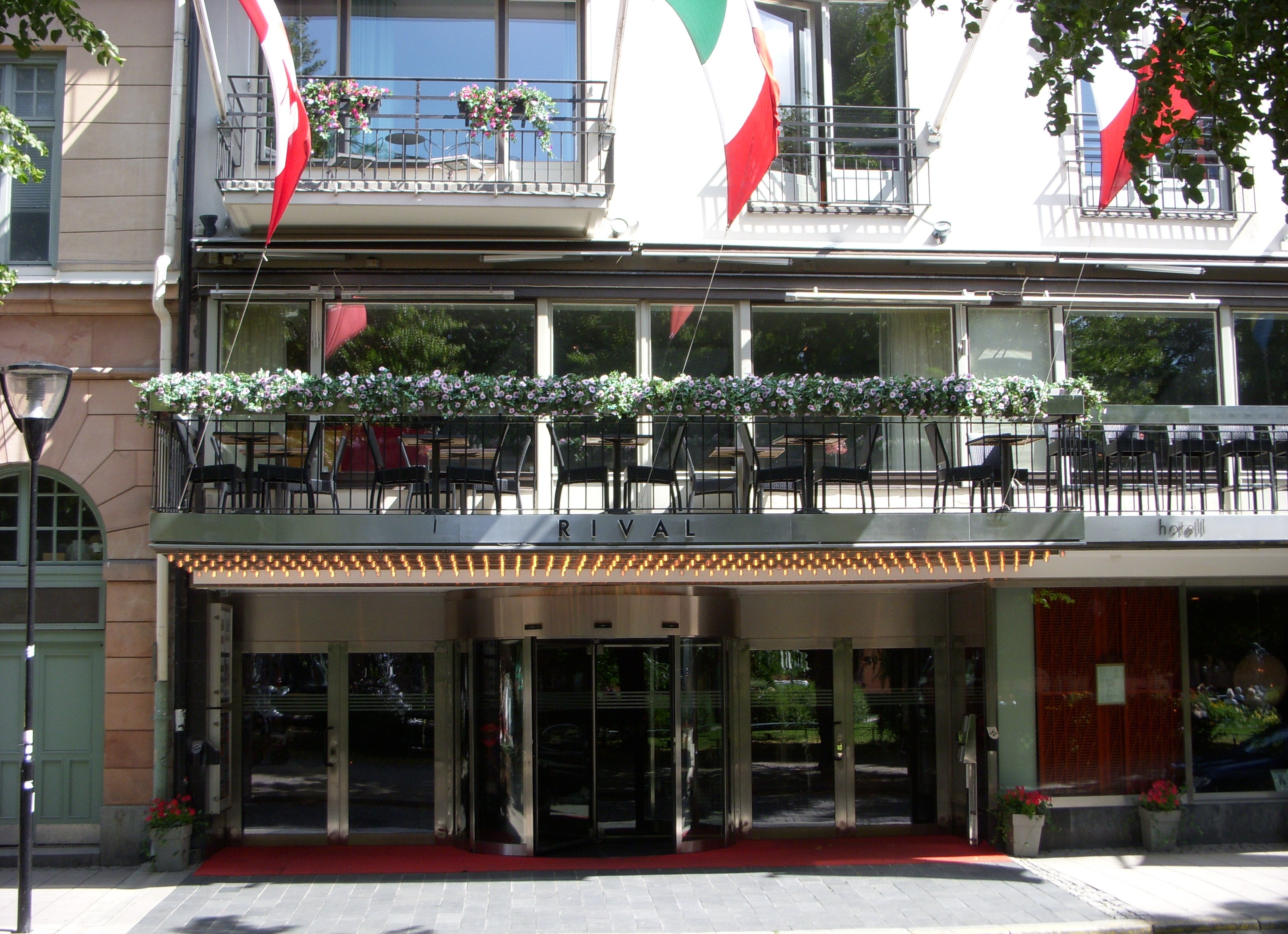
Hotell Rival.
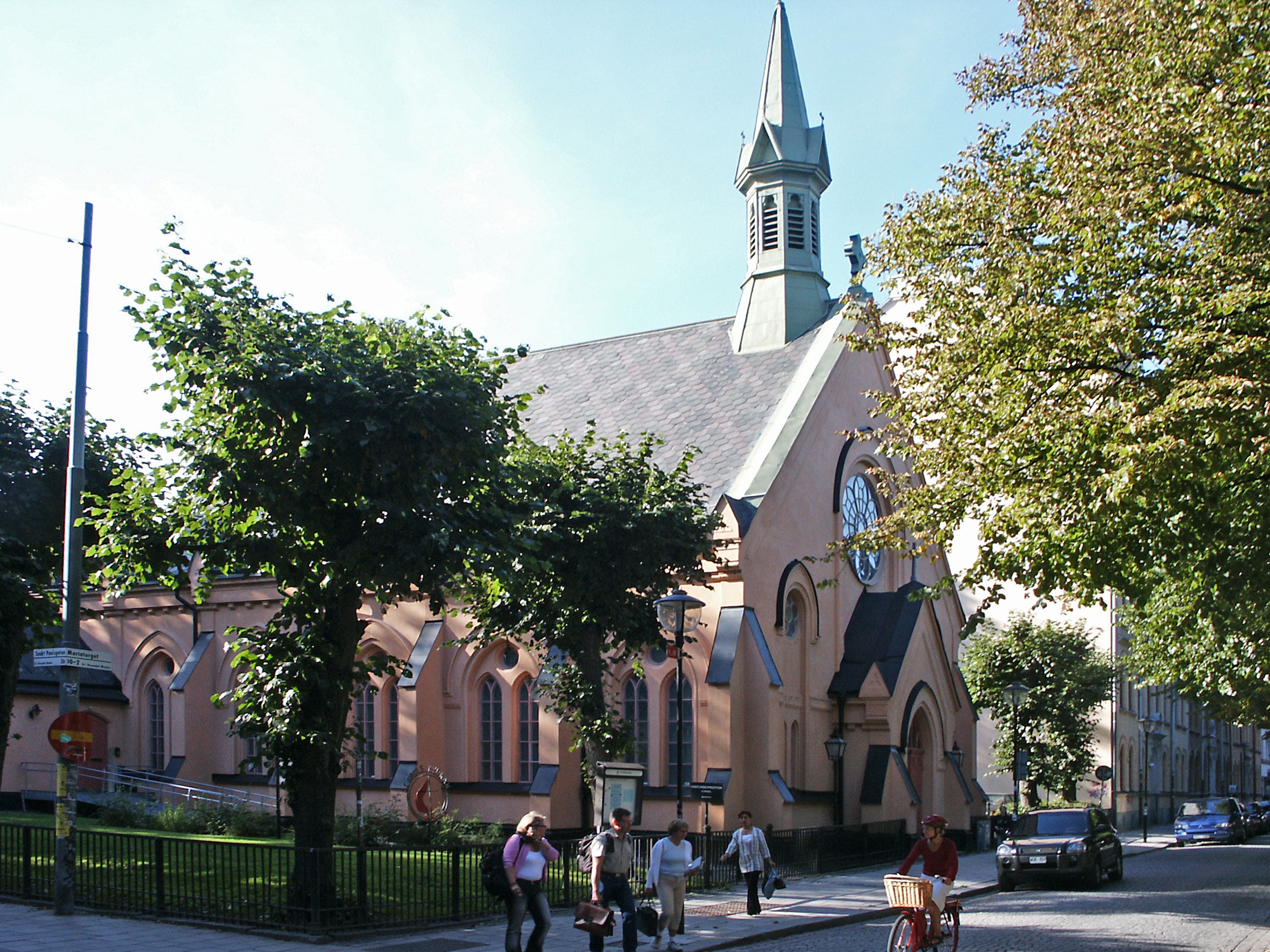
Sankt Paulskyrkan.
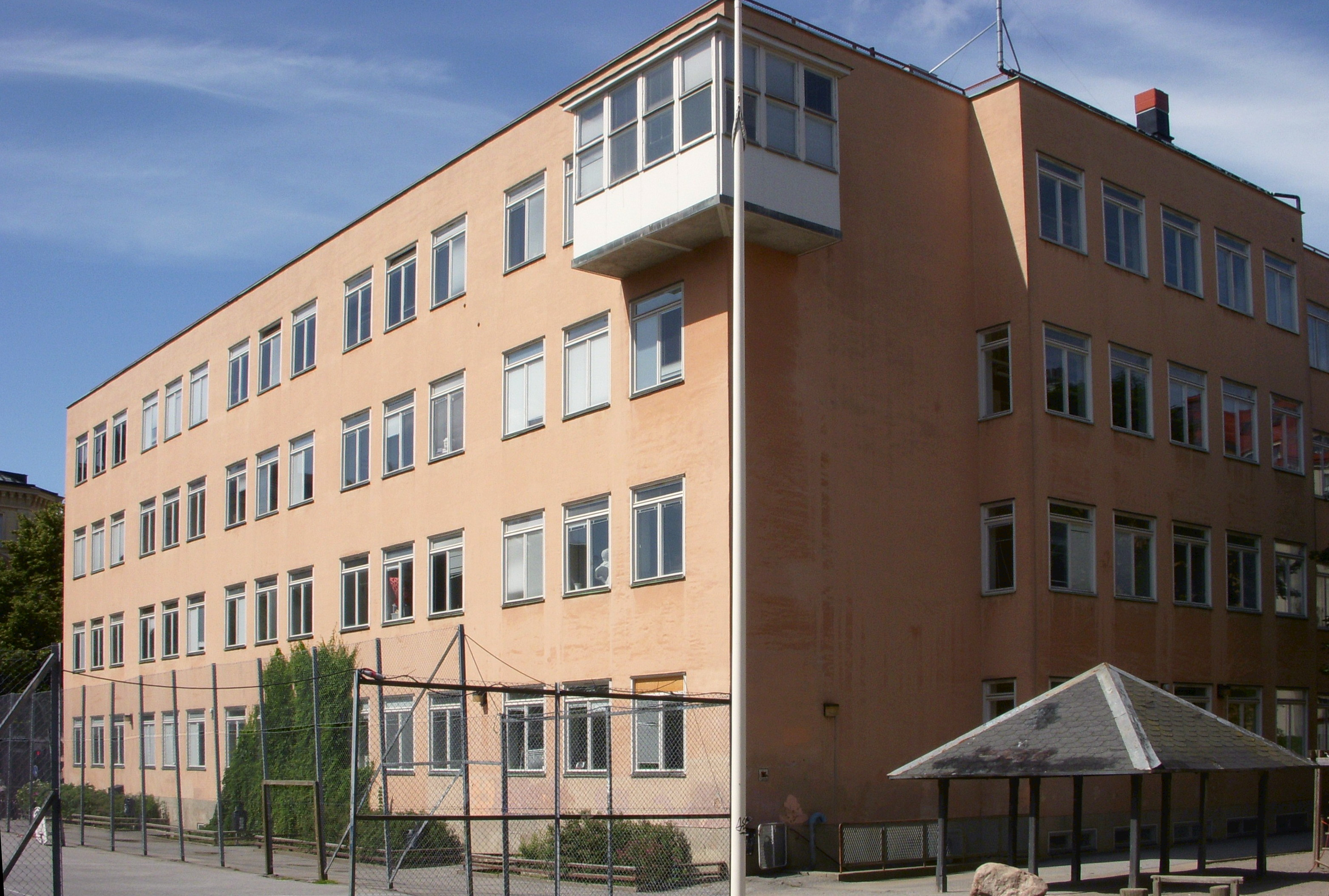
Södermalmsskolan.
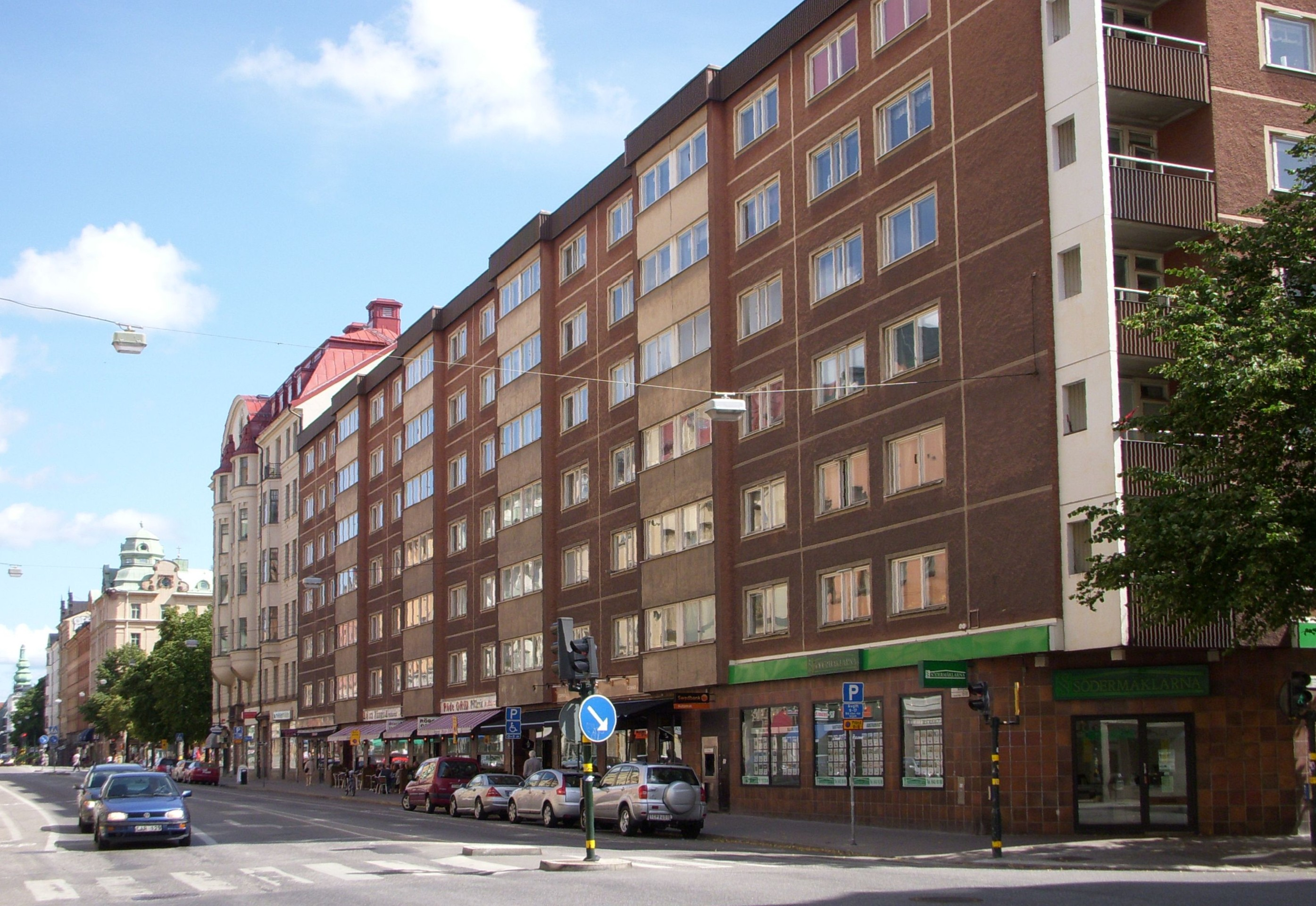
Rosendal mindre till höger med vy från Hornsgatan österut.